# Аккулево
Акку́лево (рос. Аккулево, башк. Аҡкүл) — присілок у складі Архангельського району Башкортостану, Росія. Входить до складу Орловської сільської ради.
Населення — 5 осіб (2010; 17 в 2002).
Національний склад:
- башкири — 47 %
- росіяни — 41 %